# داء ليتيكو-بوديغ
داء ليتيكو- بوديغ أو داء غوام أو التصلب الجانبي الضموري الباركنسوني الخرفي، هو مرض عصبي تنكسي غير معروف السبب يصيب شعب الشامورو في جزيرة غوام في ميكرونيسيا. تصف كلمتي ليتيكو وبوديغ المأخوذة من لغة الشامورو عرضين مختلفين لنفس الحالة. صاغ أساو هيرانو وزملاؤه مصطلح التصلب الجانبي الضموري الباركنسوني الخرفي في عام 1961 ليعكس تقليد المرض للتصلب الجانبي الضموري ومرض باركنسون ومرض آلزهايمر.
ظهرت التقارير الأولى عن المرض في ثلاث شهادات وفاة في غوام في عام 1904؛ إذ وصفت تلك التقارير إصابة المتوفين بنوع من الشلل. زاد تواتر الحالات بين شعب الشامورو ليصبح السبب الرئيسي للوفاة لدى البالغين بين عامي 1945 و1956. بلغ معدل الإصابة السنوي في الجزية 0.2%، وهذا أكثر بمئة مرة من باقي أنحاء العالم. قام طبيب الأعصاب أوليفر ساكس بوصف هذا المرض بالتفصيل في كتابه جزيرة عمى الألوان. اتهم ساكس وباول ألان كوكس ثعلب غوام الطائر، وهو خفاش انقرض بسبب الصيد الجائر، بإحداث المرض. يعزى ذلك إلى تناول هذا النوع من الخفافيش لجوز فيديريكو الذي يحتوي على مادة البيتا ميثيل أمينو-ألانين المعروفة بسميتها العصبية. تتخزن هذه المادة ضمن النسيج الشحمي لجسم الخفاش، ولهذا ربطت الفرضية المقترحة بين تناول شعب الشامورو لهذه الخفافيش وبين المرض؛ إذ يعرضهم ذلك لتلك المادة السامة التي تساهم في حدوث المرض أو تسببه. ارتبط انخفاض استهلاك الخفافيش بانخفاض معدل الإصابة بالمرض.

## الآلية
ما تزال الآلية المرضية معقدة وغير مفهومة بشكل جيد. أظهر تشريح الجثث المصابة وجود تشابكات لييفية عصبية في الدماغ؛ وهذا يتوافق مع الإصابة بمرض آلزهايمر.
وصف ساكس في كتابه جزيرة عمى الألوان شكل المادة السوداء تحت المجهر حيث كتب: «أظهرت العينات وجود الكثير من الخلايا الشاحبة غير المصطبغة مع ارتكاس دبقي شديد والقليل من المناطق المصطبغة المبعثرة. وبالتقريب تحت المجهر، أبدت العينات بوضوح وجود تشابكات لييفية عصبية وكتل ملتفة آخذة للصبغة ضمن الخلايا العصبية التالفة». وضح تشريح الجثث غزو التنكس الليفي العصبي لأدمغة المتوفين المصابين بالمرض. بدت العينات المأخوذة من المرضى المصابين بداء ليتيكو بوديغ مشابهة في المظهر للعينات المأخوذة من المرضى المصابين بمرض باركنسون التالي لالتهاب الدماغ.
يعتبر التنكس العصبي الليفي أكثر سبب محتمل لداء ليتيكو بوديغ. ومع ذلك، ما تزال الأسباب المؤدية للأعراض والعوامل التي تتحكم بشدتها وطريقة تطورها غير مكتشفة لغاية الآن. قد يفسر التشابه بين أعراض مرضى الباركنسونية التالية لالتهاب الدماغ ومرضى آلزهايمر أوجه التشابه مع داء ليتيكو- بوديغ، وقد تكون الأمراض الثلاثة آنفة الذكر مرض واحد يأخذ عدة أشكال.
يبدو أن سن بداية الأعراض آخذ بالتأخر؛ إذ لم تسجل مؤخرًا حالات مصابة بسن المراهقة أو في العشرينيات من العمر. تختلف الأعراض الرئيسية بين السنوات؛ فقد يغلب أحد الأعراض لعقد كامل، ثم يتغير ليسود عرض آخر في العقد التالي.
لا يوجد لغاية الآن علاج شافي لداء ليتيكو- بوديغ. وقد يعطى دواء الليفودوبا في بعض الحالات للتخفيف من بعض أعراض بوديغ، ولكنه لن يؤخر الشلل التام والصلابة سوى ساعة أو ساعتين. في حالة عائلة شعب الشامورو، يعتبر أفراد الأسرة مقدمي الرعاية الأساسيين، ويبدو أن الشعب قد تقبل مع الوقت المرضى المصابين بداء ليتيكو- بوديغ وتعلم أن يقدم لهم الرعاية المنزلية.